# Boal
Pour les articles homonymes, voir Boal (homonymie).
Boal (Bual en asturien) est une commune (concejo aux Asturies) située dans la communauté autonome des Asturies en Espagne. Boal, capitale du conseil du même nom, est bordée au nord par El Franco et Coaña, au sud par Illano, à l'ouest par Castropol et à l'est par Villayón. La principale voie d'accès à la commune est la route régionale AS-12, qui relie Navia à Grandas de Salime.
Sa population est de 1 412 habitants (INE 2023), dont 801 pour la capitale.
C'est l'une des communes où l'on parle l'éonavien (ou galicien-asturien). 

## Paroisses
Boal se divise en 7  paroisses civiles (population en 2023) :
- Boal (Bual) : 801 hab.
- Castrillón (Castriyón) : 149 hab.
- Doiras: 93 habitantes.
- Lebredo (Llebredo) : 10 hab.
- La Ronda (A Ronda) : 51 hab.
- Rozadas : 123 hab.
- Serandinas (Serandías) : 185 hab.

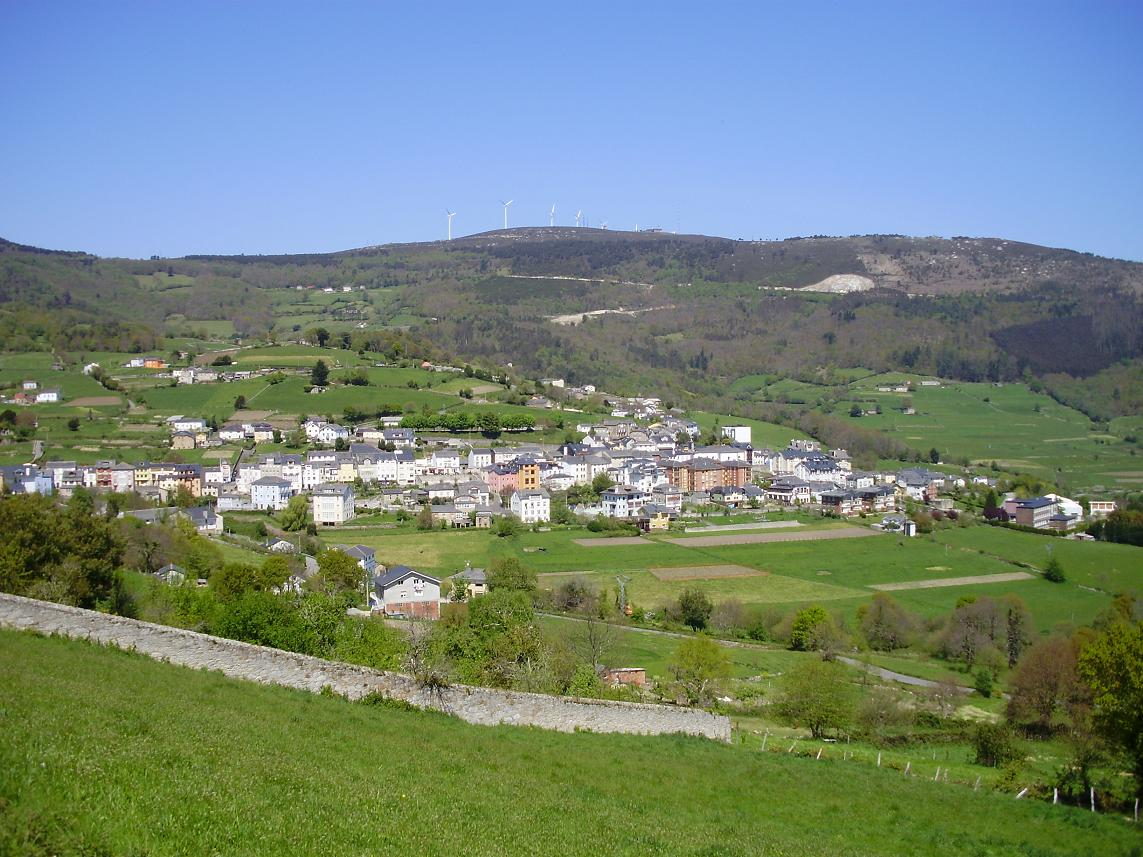
Vue générale de Boal.
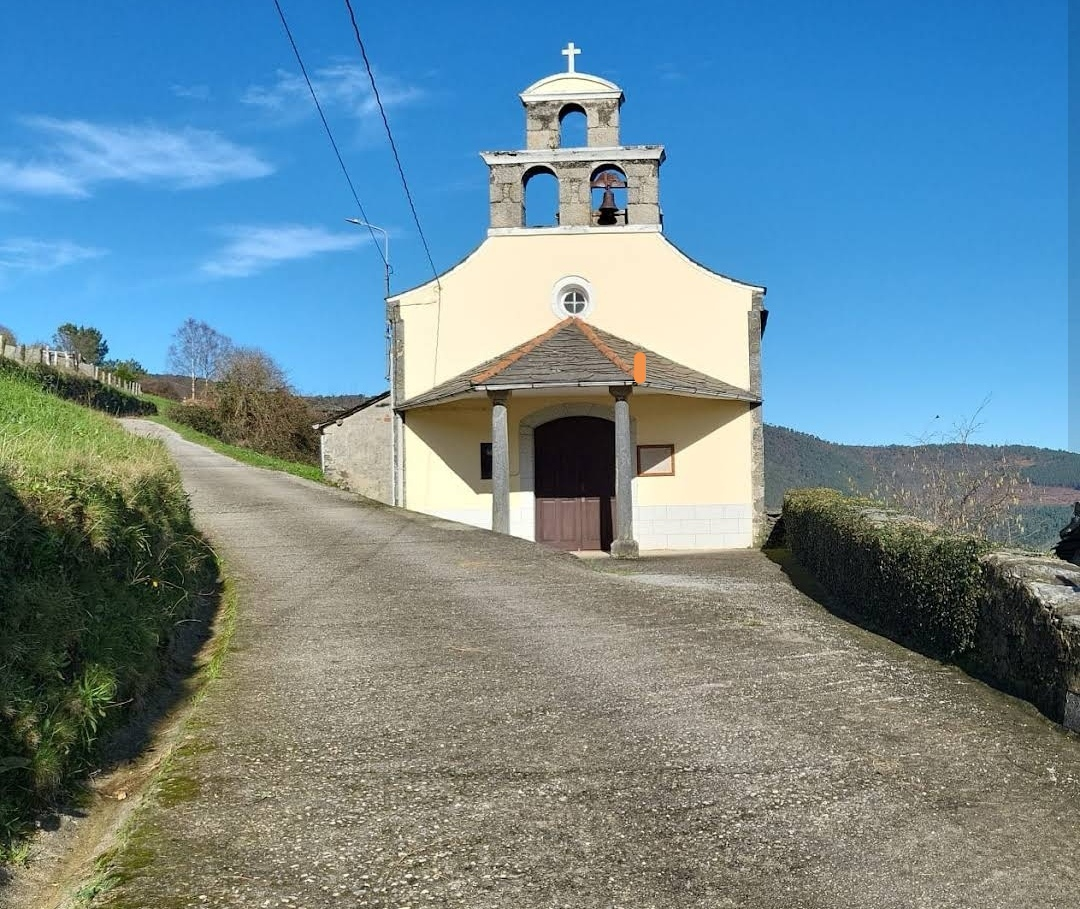
Chapelle Saint-Barthélemy (de San Bartolomé), Villanueva (Serandinas).

## Lieux et monuments
- Fort de Pendia (es).